# Mahieddine Bachtarzi
 (janvier 2018).
Si vous disposez d'ouvrages ou d'articles de référence ou si vous connaissez des sites web de qualité traitant du thème abordé ici, merci de compléter l'article en donnant les références utiles à sa vérifiabilité et en les liant à la section « Notes et références ».
Mahieddine Bachtarzi, né le 15 décembre 1897 dans la Casbah à Alger et mort le 6 février 1986 à Alger, il est l'un des principaux artisans du théâtre algérien. Il fut aussi chanteur d'opéra (ténor), acteur, auteur de théâtre et directeur du Théâtre national algérien (opéra d'Alger).

## Biographie
Mahieddine Bachtarzi est né dans la Casbah d'Alger, dans une riche famille d'origine algéro-turque.

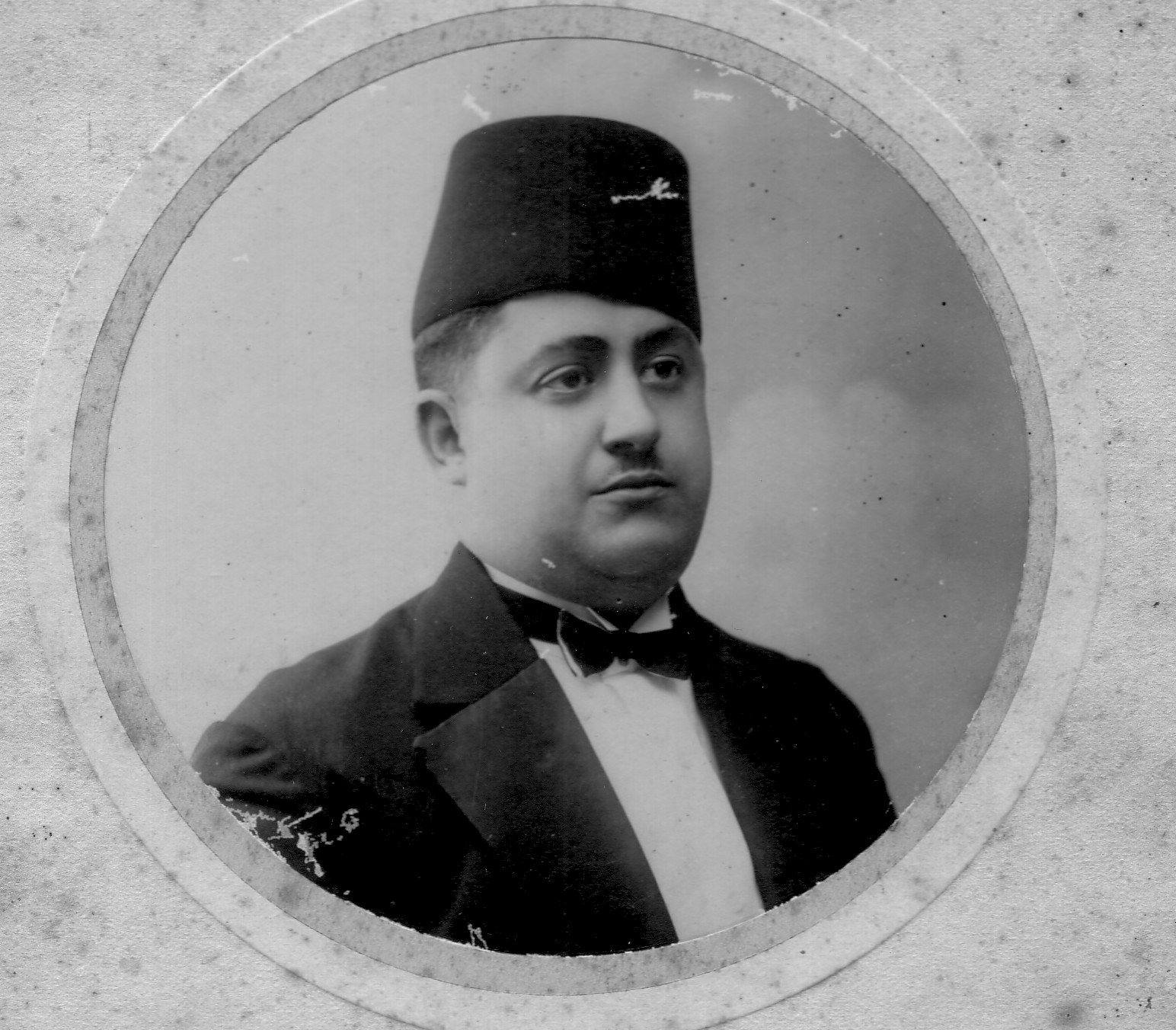
Portrait de Mahieddine Bachtarzi

Il s'initia très jeune au chant religieux où le seul instrument était la voix. Poursuit des études coraniques à la Médersa libre de cheikh Ben Osman, à l’issue desquelles il devient chantre à la mosquée Jamaa al-Jdid d'Alger et muezzin. Le mufti Boukandoura, réputé pour son érudition et ses qualités de musicien, lui révélera les premiers secrets d'interprétation des modes avant qu'il ne se détournât vers la musique profane.
Sa voix de ténor était tellement fascinante que déjà en 1921, il comptabilisait plus de 66 disques enregistrés, sans compter le nombre impressionnant de concerts donnés aussi bien en Algérie qu'en France, en Italie et en Belgique. Il fut surnommé Le Caruso du désert par la presse française à la suite d'une réception donnée au Quai d'Orsay. À partir de 1923, il assuma la direction de la Société musicale El-Moutribia et devint, à partir de 1930, le 3e Maghrébin membre de la Société des auteurs, compositeurs et éditeurs de musique (Sacem), après Edmond Yafil et le Tunisien Mohamed Kadri. Il a interprété et enregistré la chanson religieuse Ibrahim el-Khalil, qui a acquis une renommée plus tard dans les années 1970 en tant qu'incontournable lors de la célébration de l'Aïd-el-kébir en Algérie, avec la voix caractéristique de Abdelkrim Dali.
Sans rompre totalement avec la chanson, il se découvre une nouvelle vocation, avec Allalou et un peu plus tard Rachid Ksentini, Mahieddine Bachtarzi déblaie le terrain pour faire admettre l'existence d'un théâtre algérien en s'adressant aux Algériens dans la langue qu'ils parlent, transposant sur la scène, à leur intention, des récits légendaires ou populaires. C'est ainsi qu'il créera sa propre troupe et tout en ayant l'évident souci didactique, il opta pour le genre comique, adopta le style réaliste et entreprit la difficile tâche de se réapproprier un patrimoine riche, mais dévasté par plus de cent ans de calamité coloniale.
Lors de deux concerts en 1937, il vend plus de 800 exemplaires de son recueil composé de 12 chansons. L'administration coloniale censure ce recueil qui sera interdit par le Journal officiel d'Algérie, par un dahir du sultan du Maroc et par un arrêté beylical, car quatre chansons étant considérées comme subversives : Afic ya benel Djazaïr (Réveille toi ô enfant de l’Algérie), Saoutoul el Djazaïr (La Voix de l'Algérie), Houb erréassa (L'amour des honneurs) et Maarefnache ache men teriq Nakhdou (Nous ne savons pas quel chemin prendre).
Il est un des interprètes les plus connus du genre léger de la chanson francarabe. 
Après l'indépendance de l'Algérie, il assume la direction du Conservatoire municipal d'Alger (1966-1974) et rédige ses Mémoires parus chez la Sned, en 3 volumes. Il demeure l'interprète qui a le plus œuvré pour la musique arabo-andalouse d'Alger. Il obtiendra de nombreuses distinctions honorifiques tout au long de sa vie, meurt le 6 février 1986 à Alger, à l'âge de 88 ans. Après avoir reçu les palmes tunisienne (1929) et marocaine (1962), chevalier de l'Ordre du Ouissam alaouite et de commandeur du mérite humain décerné par les autorités suisses pour sa contribution et le rôle qu’il a joué pour faire connaître la culture et la musique algériennes. Son pays l'honore, à titre posthume, le 21 mai 1992, en lui décernant la médaille de l'Ordre du Mérite national.
Le théâtre national algérien (TNA) porte son nom.

## Filmographie
- 1936 : Un de la légion de Christian-Jaque
- 1937 : Sarati, le terrible de André Hugon
- 1938 : La Maison du Maltais de Pierre Chenal
- 1940 : Face au destin de Henri Fescourt
- 1946 : Serenade for Mariam de Norbert Gernolle
- 1948 : Kenzi de Vicky Ivernel
- 1961 : C'est pour demain de Jean Prat (court-métrage)
- 1963 : La parole est au témoin de Jean Faurez
- 1968 : Hassan Terro de Mohammed Lakhdar-Hamina
- 1969 : L'Opium et le Bâton d'Ahmed Rachedi : L'un des sages de l'assemblée du village